# Jan Driessen
Jan Driessen, född 4 december 1996 i Noordwijk, är en nederländsk basketspelare.
Jan Driessen deltog vid olympiska sommarspelen 2024 och var en del av Nederländernas lag som tog guld.